# Piotr I Wielki

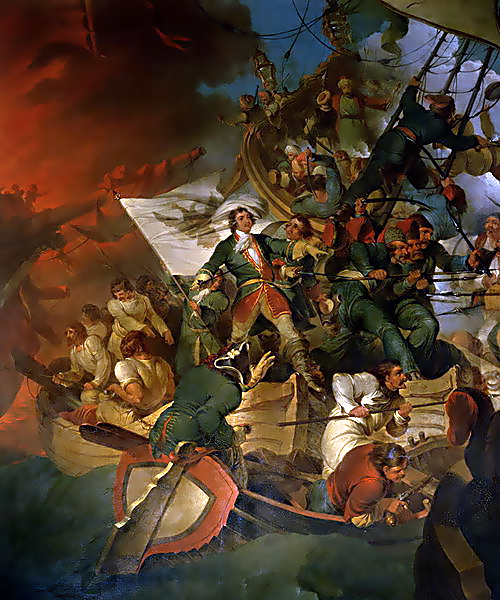
Zdobycie Azowa 1696

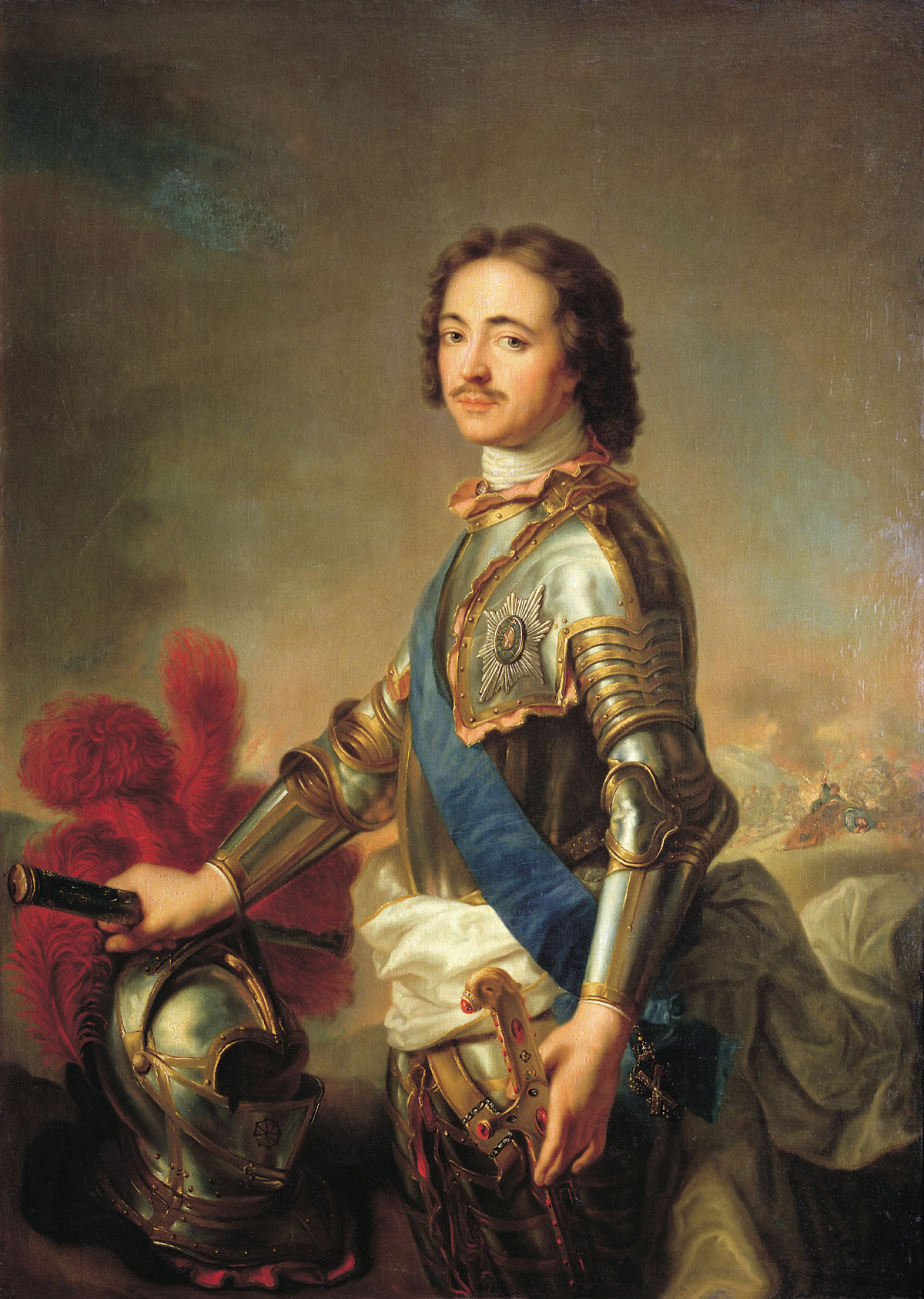
Piotr I Wielki, portret z 1710

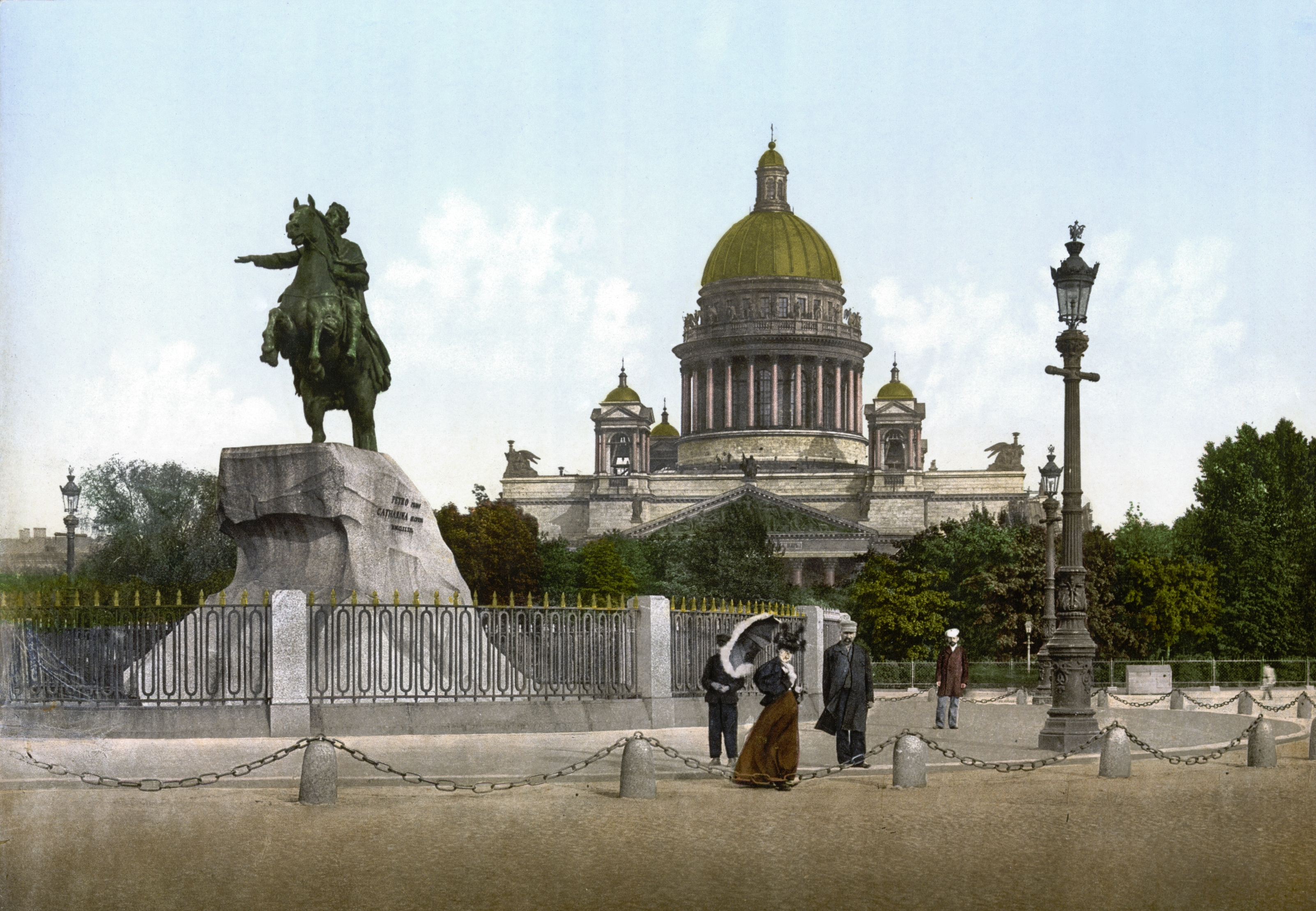
Pomnik Piotra I Wielkiego w Petersburgu

Piotr I Aleksiejewicz Wielki, ros. Пётр I Алексеевич (ur. 30 maja?/9 czerwca 1672 w Moskwie, zm. 28 stycznia?/8 lutego 1725 w Sankt Petersburgu) – car Rosji od 1682 roku, a od 1721 imperator. Syn Aleksego (1645–1676), z dynastii Romanowów. Jako władca wprowadził wiele reform w prawie, administracji, finansach i oświacie. Zmodernizował i rozbudował armię oraz flotę. Wybudował Petersburg i przeniósł tam stolicę państwa. Jego polityka doprowadziła Rosję do statusu mocarstwa europejskiego.
Wiosną 1682 roku po śmierci przyrodniego brata, bezdzietnego cara Fiodora III, obwołany został carem przez dumę bojarską. Pominięto przy tym prawo do tronu jego starszego brata przyrodniego, chorowitego Iwana Aleksiejewicza. W imieniu 10-letniego Piotra I rządziła przez trzy tygodnie regencja, złożona z jego matki Natalii Kiryłłownej Naryszkiny i jej rodziny. W maju stronnictwo Miłosławskich doprowadziło w Moskwie do wybuchu buntu strzelców, w efekcie którego ogłoszono współrządy dwóch małoletnich braci: Iwana V (jako „pierwszego cara”) i Piotra I (jako „drugiego cara”). W imieniu obu braci rządy regencyjne objęła ich starsza siostra, carewna Zofia Aleksiejewna. W 1689 roku, w wyniku kolejnego przewrotu, samodzielne rządy objął Piotr I oraz stronnictwo Naryszkinów.

## Życiorys

### Pochodzenie
Piotr I był jedynym synem cara Rosji Aleksego I i jego drugiej żony Natalii Kiryłłownej Naryszkiny. Miał 13 przyrodniego rodzeństwa, w tym Fiodora III i Iwana V oraz Zofię.
Urodził się 30 maja?/9 czerwca 1672 roku o godz. 2.25 po północy, po trwającym blisko trzy doby porodzie. Chrzest Piotra odbył się w dniu 29 czerwca?/9 lipca w uroczystość św. Piotra i Pawła, w cerkwi św. Aleksego. Obrzędu dokonał patriarcha moskiewski Joachim. Rodzicami chrzestnymi byli: siostra cara Aleksego – Irena oraz najstarszy syn cara, przyszły car Fiodor (miał wówczas 11 lat).
Ojcostwo cara Aleksego było kwestionowane na dworze carskim, gdyż dzieci urodzone przez Natalię (Piotr miał dwie młodsze siostry: Natalię i Fiodorę) były wyjątkowo wysokie, ładne i zdrowe, w przeciwieństwie do synów i córek urodzonych przez Marię Miłosławską, pierwszą żonę cara. Matkę Piotra podejrzewano o romans z patriarchą Nikonem i dworzaninem Tichonem Striechniewem, którego sam Piotr, już jako dorosły człowiek, zapytał wprost, czy jest jego biologicznym ojcem. Car Aleksy nie zwracał uwagi na plotki o żonie.
Piotr w wieku niecałych czterech lat stracił ojca. Na tron wstąpił Fiodor III, zgodnie z wolą Aleksego I. Rodzina Naryszkinów próbowała podważyć testament zmarłego, lecz Miłosławscy (ród matki Fiodora) byli silniejsi i lepiej zorganizowani. Carycę-wdowę wraz z Piotrem zesłano do klasztoru w Preobrażenskoje.
Wkrótce został odebrany spod opieki kobiet i oddany w męskie ręce. Jego opiekunem został bojarzyn Rodion Streszniew wraz z przydanymi mu do pomocy szlachcicem dumskim Tichonem Streszniewem oraz stolnikiem Timofiejem Juszkowem.
Nie zachowały się wiarygodne informacje o pierwszych nauczycielach przyszłego cara. Wiadomo, że naukę rozpoczął pod koniec 1679 roku. Wśród pierwszych nauczycieli był zapewne Nikita Zotow, człowiek sprytny, lecz o ograniczonych horyzontach umysłowych. Wiadomo, że nauka trwała niemal cały dzień. Zotow do południa uczył cara zasad wiary i alfabetu, zaś popołudniami uczył arytmetyki i historii. Z czasem car miał styczność z nauczycielami, którzy byli światłymi ludźmi, jak np. Symeonem Połockim.

### 1682 r. i wybór na cara
27 kwietnia?/7 maja 1682 r. car Fiodor III zmarł bezpotomnie i bez wyznaczenia następcy. Jeszcze tego samego dnia zwołano Sobór Ziemski. W czasie obrad soboru większość zebranych optowała za Piotrem, choć stronnicy Miłosławskich, którym przewodziła przyrodnia siostra Piotra Zofia, uważali, że naturalnym dziedzicem stronu jest Iwan, najmłodszy z synów cara Aleksego i jego pierwszej żony. Obrady były chaotyczne; doszło do ataków fizycznych na zwolenników carewicza Iwana. Carem został 10-letni Piotr, zaś regencję objęła jego matka.

### Pod rządami Zofii
Już następnego dnia rozpoczęła się rozgrywka ambitnej przyrodniej siostry Piotra Zofii. Rozpoczęło się od teatralnego płaczu Zofii na pogrzebie cara i lamentu o zabiciu cara Fiodora, co miało za zadanie wywołanie uczucia wśród Moskwian o skrzywdzeniu Zofii i jej brata Iwana. Tymczasem w Moskwie stacjonowało 20 pułków strzeleckich. Dyscyplina wśród tych oddziałów całkowicie upadła. Po śmierci Fiodora III zażądali oni wypłaty zaległego żołdu oraz ukarania dziewięciu spośród dwudziestu dowódców oskarżanych za różne przestępstwa. Ich postulaty spełniono. Rozzuchwaleni łatwym zwycięstwem żołnierze (uwierzyli w plotkę o skrzywdzeniu Zofii i Iwana) wtargnęli na Kreml i zażądali, by Iwan został współwładcą. W czasie walk ulicznych w Moskwie, plądrowano cerkwie i pałace, zabito kilku przedstawicieli rodziny Naryszkinów, m.in. Iwana Naryszkina, który miał stać na czele spisku na życie przyszłego cara Iwana V.
Zamieszanie na dworze wykorzystała Zofia i przejęła władzę. Obiecała wypłacić żołnierzom zaległy żołd (240 tys. rubli) i każdemu dodatkowo po 10 rubli. Zarządcą wszystkich pułków mianowała popularnego wśród nich księcia Iwana Chowańskiego, a pułki weszły w skład nowej formacji – piechoty nadwornej. Rozgrywki zakończyły się ostatecznie tym, że Sobór Ziemski w dniu 26 maja (5 czerwca) zaaprobował wyrażoną przez żołnierzy piechoty nadwornej prośbę, by na tronie zasiedli wspólnie Piotr i Iwan. Ostatecznie pierwszym carem został Iwan V, zaś Piotr został drugim. W dniu 29 maja (8 czerwca) Zofia uległa prośbom żołnierzy i przyjęła propozycję Soboru, by zostać regentką.

### Wykształcenie i osobowość
Piotr I otrzymał staranne wykształcenie, w młodości nauczył się języka niderlandzkiego i niemieckiego, interesowały go szczególnie zagadnienia wojskowe i techniczne. Był pierwszym z carów rosyjskich, który podróżował za granicę. W 1697 roku uczestniczył incognito w wyprawie do krajów zachodnioeuropejskich pod nazwiskiem Piotr Michajłow. Odwiedził wówczas kraje Rzeszy, Holandię oraz Anglię, spotkał się z wieloma monarchami europejskimi, poznał stosunki społeczne krajów zachodnioeuropejskich, ich osiągnięcia techniczne, organizację społeczeństwa.
W trakcie drugiej podróży na Zachód (1716-1717), w 1716 r. przebywał przez ponad dwa miesiące w Gdańsku, gdzie podejmował działania mające na celu m.in. rozwój nauk przyrodniczych w Petersburgu.

### Reformy wewnętrzne
Po powrocie z rekonesansu zagranicznego i krwawym stłumieniu ostatniego buntu strzelców Piotr I zainicjował wdrażanie szerokich reform, mających na celu unowocześnienie państwa. Wprowadzane na przestrzeni wielu lat reformy dotyczyły wojska, administracji i gospodarki państwa, a także oświaty, kultury i cerkwi. Ustanowił tabelę rang. Jako pierwsze wprowadzone zostały zmiany w zakresie obyczajowości. Bojarzy zostali przymuszeni do skrócenia szat i ogolenia bród. Brody mogli nosić tylko duchowni, chłopi i kupcy, ci ostatni za specjalną opłatą. Zaprowadzono naukę tańców zachodnich, wprowadzono palenie tytoniu itp.
Piotr I zreformował armię, przez coroczny obowiązkowy pobór do służby stałej w regularnej armii. Przy pułkach gwardyjskich utworzył szkoły kadetów, gdzie młodzi szlachcice zdobywali szlify oficerskie. Wprowadził nowy podział administracyjny, dzieląc kraj na gubernie, prowincje i dystrykty, a także zmiany w systemie zarządzania miastami, tworząc magistraty z burmistrzami na czele. Zreformował zarząd centralny państwem tworząc Senat Rządzący oraz kolegia. Na czele nowych urzędów umieszczał podległych sobie ludzi, utrwalając w ten sposób absolutyzm carski i centralizację władzy. Zbudował nową stolicę – Sankt Petersburg.
Żywo interesował się sprawami gospodarczymi, dbał o rozwój manufaktur i handlu, w obrotach z zagranicą stosował politykę protekcyjną. Zorganizował sieć szkół świeckich na poziomie elementarnym. Utworzył Akademię Nauk. Zreformował dotychczasowy alfabet – cyrylicę, wprowadząc w ten sposób grażdankę. Podporządkował też państwu cerkiew prawosławną, przez co Rosja przejęła kulturową tradycję Bizancjum. W roku 1721, w miejsce wakującego od 1700 roku patriarchatu moskiewskiego, wprowadził podporządkowany państwu Świątobliwy Synod Rządzący. Wprowadził kalendarz juliański w miejsce stosowanego dotychczas w Rosji kalendarza bizantyńskiego, liczonego „od stworzenia świata”. Kalendarz juliański stosowany był wtedy tylko w krajach protestanckich – świat katolicki przeszedł na kalendarz gregoriański 100 lat wcześniej.
W roku 1724 wprowadził podatek pogłówny, który był podstawowym źródłem dochodów monarchii rosyjskiej aż do 1887 roku.

### Polityka zagraniczna
Głównym celem, jaki wytyczył sobie Piotr I, było zdobycie dostępu Rosji do niezamarzających zimą portów na Bałtyku i Morzu Śródziemnym (via Morze Czarne). Już w 1696 r., w porozumieniu ze Świętą Ligą, urządził wyprawę wojenną przeciwko Turcji i zdobył port-twierdzę Azow, u ujścia Donu do Morza Azowskiego. Nic mu to jednak nie dało, bo każdy statek handlowy przekraczając Bosfor musiałby płacić myto. Azow stracił po 15 latach (1711) w wyniku zawarcia tzw. pokoju pruckiego (nad rzeką Prut). Na dalszą ekspansję na wybrzeża Morza Czarnego w tym czasie Rosjanie nie mogli sobie jednak pozwolić, wobec braku na zachodzie Europy koalicjantów do wojny z Turcją.
W 1700 r. Rosja wzięła udział w III wojnie północnej (1700-1721), w ramach koalicji anty-szwedzkiej, w skład której wchodziły też Dania, Prusy, Rzeczpospolita (od 1704) i Saksonia. Wojna rozpoczęła się w 1700 r. od zwycięstw wojsk szwedzkich Karola XII w Kurlandii, po czym Szwedzi okupowali prawie całe terytorium Polski i Litwy. W końcu lutego 1701 roku spotkał się z Augustem II w Birżach, gdzie obaj władcy oddali się kilkudniowej pijatyce, po czym urządzili zawody strzelania z armat, które wygrał król Polski. Zobowiązali się nie występować samodzielnie z sojuszu i nie zawierać pokoju separatystycznego ze Szwecją.
Kilkuletni pobyt wojsk szwedzkich w Rzeczypospolitej i Saksonii Piotr I wykorzystał na powiększenie i dozbrojenie swych armii. W 1712 otrzymał Order Orła Białego. Zadbał zwłaszcza o rozbudowę i unowocześnienie artylerii, niwelując dotychczasową przewagę Szwedów w tym względzie. Kontynuując działania wojenne na terytoriach nadbałtyckich, Rosjanie zdobyli południowe wybrzeża Zatoki Fińskiej aż do Jeziora Ładoga oraz twierdze Dorpat i Narwę. W 1703 r. u ujścia rzeki Newy rozpoczęto budowę twierdzy Pietropawłowskiej jako zalążek nowego miasta portowego, Petersburga.
W 1705 r. całą Rzeczpospolitą poruszyła wiadomość o zabiciu przez pijanego cara przełożonego bazylianów w Połocku. Wydatki wojskowe Piotra I pochłonęły 96% budżetu państwa rosyjskiego.
Dopiero wiosną 1708 r. Szwedzi ruszyli z Rzeczypospolitej na rozprawę z Rosją. Lecz tym razem, po kilku zwycięskich potyczkach, po przejściu ciężkiej, mroźnej zimy na Ukrainie, zostali rozbici 8 lipca 1709 r. w bitwie pod Połtawą. Po niej Szwedzi wycofali się z terenów rosyjskich i Rzeczypospolitej. Jednak wojna rosyjsko-szwedzka była nadal kontynuowana. Trzecia wojna północna zakończyła się w 1721 r. pokojem w Nystad.
Rosja w jego wyniku uzyskała szeroki dostęp do Bałtyku i możliwość rozwoju swej floty oraz nieograniczonego handlu z całym światem. Piotr I Wielki zrealizował więc swój plan otwarcia dla Rosji „okna na świat”. Kontynuował też intensywnie budowę Sankt Petersburga i już w 1712 r. przeniósł do tego miasta stolicę Carstwa. W dniu pokoju nysztadzkiego przybrał tytuł cesarza Wszechrosji.
Po zwycięstwie połtawskim Piotr I mógł już względnie swobodnie przystąpić do realizacji swego drugiego wielkomocarstwowego celu, jakim było wyparcie Turków za Morze Czarne. Toteż już w 1710 r. rozpoczął przeciw nim działania wojenne w Mołdawii, po wcześniejszym wypowiedzeniu Rosji wojny przez Wysoką Portę. Nie uzyskał jednakże powodzenia i szybko wycofał się z wojny, zawierając pokój za cenę oddania Turcji twierdzy Azow nad Donem, zniszczenia kilku innych oraz znacznej kontrybucji. Oczywiście strategiczny cel pokonania Turcji pozostał bez zmian, lecz jego realizacja zajęła jeszcze siedemdziesiąt lat.
W 1716 r. przedstawiciele konfederacji tarnogrodzkiej zwrócili się do Piotra I z prośbą o mediację w konflikcie z Augustem II Mocnym. Na życzenie króla Polski wprowadzono wojska rosyjskie do Rzeczypospolitej.
Również nęcącym i perspektywicznym celem Rosji było opanowanie i kolonizacja północnej i środkowej Azji. W 1717 r. Piotr I podjął ekspedycję wojskową do Azji Środkowej, a na południowej flance wszczął wojnę z Persją, zdobywając dla Rosji pas terenów wzdłuż południowych brzegów Morza Kaspijskiego.

### Małżeństwa
- Eudoksja Łopuchina

W wieku 17 lat z woli matki poślubił starszą o trzy lata od siebie Eudoksję Łopuchinę, córkę bojara. Ślub odbył się 27 stycznia 1689 r. Eudoksja była bardzo religijna, skromna i poważna, a także niska i otyła. Małżeństwo od początku było nieudane; Piotr przez cały czas romansował z różnymi kobietami, w tym z Anną Mons, córką niemieckiego jubilera. Inicjatorem tej znajomości był Franz Lefort. Relacja pomiędzy carem a jego kochanką była tak zaawansowana, że obawiano się rychłego rozwodu z Eudoksją i wyniesienia Anny do roli carycy. Eudoksja zdawała sobie sprawę z niewierności męża, jednak nie skarżyła się na swój los i próbowała przekonać Piotra do siebie.
Z czasem Eudoksja zaczęła spiskować przeciwko mężowi. W 1698 r. Piotr zażądał rozwodu i dopiero pod wpływem jego gróźb Eudoksja wyraziła zgodę. W drugiej połowie 1698 r. na polecenie cara wywieziono ją do klasztoru w Suzdalu, gdzie otrzymała zakonne imię Helena. Piotr zakazał kontaktów Eudoksji z ich jedynym synem, jednak była caryca przekupiła strażników i korespondowała z Aleksym aż do jego śmierci w 1718 r.
- Katarzyna I

W 1700 r., w 1703 r. lub w 1706 r. u Aleksandra Mienszykowa Piotr poznał Martę Skowrońską, córkę inflanckiego chłopa (lub zubożałego szlachcica). Była o 12 lat młodsza od cara. Marta przebywała na służbie u Mienszykowa, który wcześniej wykupił ją od marszałka Szeremietiewa. Przeszła na prawosławie i przyjęła imię Katarzyna Aleksiejewna. Romans Piotra i Katarzyny różnił się od poprzednich relacji cara z kobietami: car zwracał się do niej czule, Katarzyna potrafiła złagodzić jego gniew i agresję, a także jako jedyna była w stanie przerwać jego uczty, gdzie nadmiernie spożywano alkohol. Była traktowana jak żona cara, lecz ich ślub odbył się dopiero w lutym 1712 r. w pałacu Mienszykowa. W 1721 r. Piotr ogłosił swoją żonę cesarzową a trzy lata później odbyła się jej koronacja. Pod koniec życia Piotra Katarzynę podejrzewano o romans z Wilhelmem Monsem (bratem Anny Mons), co popsuło relacje małżonków. Monsa stracono.
Z tego małżeństwa urodziło się 9, 11 lub 12 dzieci, jednak tylko dwie córki przeżyły dzieciństwo: Anna, matka cesarza Piotra III oraz Elżbieta, cesarzowa Rosji od 1741 r.
Eudoksja przeżyła swego męża i jego drugą żonę, syna oraz wnuków. Następczynią Piotra na tronie została wdowa po nim Katarzyna I, którą już w maju 1724 roku uczynił formalną współwładczynią Rosji.

## Genealogia
| Michał I Fiodorowicz ur. 1596 zm. 1645 | Michał I Fiodorowicz ur. 1596 zm. 1645 |                                               |                                               | Eudoksja Łukianowna Streszniewa ur. 1608 zm. 1645 | Eudoksja Łukianowna Streszniewa ur. 1608 zm. 1645 |  |  | Cyryl Polieuktowicz Naryszkin ur. 1623 zm. 1691 | Cyryl Polieuktowicz Naryszkin ur. 1623 zm. 1691 |                                                      |                                                      | Anna Leontiewna Leontiewa ur. ? zm. 1706 | Anna Leontiewna Leontiewa ur. ? zm. 1706 |
|                                        |                                        |                                               |                                               |                                                   |                                                   |  |  |                                                 |                                                 |                                                      |                                                      |                                          |                                          |
|                                        |                                        |                                               |                                               |                                                   |                                                   |  |  |                                                 |                                                 |                                                      |                                                      |                                          |                                          |
|                                        |                                        | Aleksy I ur. 19 III 1629 zm. 29 lub 30 I 1678 | Aleksy I ur. 19 III 1629 zm. 29 lub 30 I 1678 |                                                   |                                                   |  |  |                                                 |                                                 | Natalia ur. 26 VIII / 1 IX 1651 zm. 25 I / 4 II 1694 | Natalia ur. 26 VIII / 1 IX 1651 zm. 25 I / 4 II 1694 |                                          |                                          |
|                                        |                                        |                                               |                                               |                                                   |                                                   |  |  |                                                 |                                                 |                                                      |                                                      |                                          |                                          |
|                                        |                                        |                                               |                                               |                                                   |                                                   |  |  |                                                 |                                                 |                                                      |                                                      |                                          |                                          |
|                                        |                                        |                                               |                                               |                                                   |                                                   |  |  |                                                 |                                                 |                                                      |                                                      |                                          |                                          |

|                                                   |                                                   | 1 Eudoksja Fiodorowna Łopuchina ur. 30 VI / 10 VII 1670 zm. 27 VIII / 7 IX 1731 OO 6 II 1689, rozw. 1698 | 1 Eudoksja Fiodorowna Łopuchina ur. 30 VI / 10 VII 1670 zm. 27 VIII / 7 IX 1731 OO 6 II 1689, rozw. 1698 | Piotr I Wielki ur. 27 VIII / 6 IX 1672 zm. 29 I / 8 II 1725 | Piotr I Wielki ur. 27 VIII / 6 IX 1672 zm. 29 I / 8 II 1725 | 2 Katarzyna I 1) ur. 5 / 15 IV 1685 zm. 6 / 17 V 1727 OO 19 II 1712 | 2 Katarzyna I 1) ur. 5 / 15 IV 1685 zm. 6 / 17 V 1727 OO 19 II 1712 |                                                      |                                                      |
|                                                   |                                                   | | |                                                             |                                                             |                                                                     |                                                                     |                                                      |                                                      |
|                                                   |                                                   | | |                                                             |                                                             |                                                                     |                                                                     |                                                      |                                                      |
|                                                   | 1                                                 | | 1 |                                                             | 1                                                           |                                                                     | 2                                                                   |                                                      | 2                                                    |
| Aleksy ur. 18 / 28 II 1690 zm. 26 VI / 7 VII 1718 | Aleksy ur. 18 / 28 II 1690 zm. 26 VI / 7 VII 1718 | Aleksander ur. 3 / 23 X 1691 zm. 14 / 24 V 1692                                                          | Aleksander ur. 3 / 23 X 1691 zm. 14 / 24 V 1692                                                          | Paweł ur. 1693 zm. ok. 1700                                 | Paweł ur. 1693 zm. ok. 1700                                 | Paweł ur. 1704 zm. ok. 1707                                         | Paweł ur. 1704 zm. ok. 1707                                         | Piotr ur. IX 1705 zm. ok. 1707                       | Piotr ur. IX 1705 zm. ok. 1707                       |
|                                                   | 2                                                 | | 2 |                                                             | 2                                                           |                                                                     | 2                                                                   |                                                      | 2                                                    |
| Anna ur. 7 / 28 II 1708 zm. 4 / 15 V 1728         | Anna ur. 7 / 28 II 1708 zm. 4 / 15 V 1728         | Elżbieta ur. 29 XII 1709 zm. 5 I 1762                                                                    | Elżbieta ur. 29 XII 1709 zm. 5 I 1762                                                                    | Natalia ur. 20 III 1713 zm. 27 V 1715                       | Natalia ur. 20 III 1713 zm. 27 V 1715                       | Małgorzata ur. 19 Ix 1714 zm. 7 VII 1715                            | Małgorzata ur. 19 Ix 1714 zm. 7 VII 1715                            | Piotr ur. 27 X / 15 XI 1715 zm. 25 IV lub 19 IV 1719 | Piotr ur. 27 X / 15 XI 1715 zm. 25 IV lub 19 IV 1719 |
|                                                   | 2                                                 | | 2 |                                                             | 2                                                           |                                                                     |                                                                     |                                                      |                                                      |
| Paweł ur. 2 / 13 I 1717 zm. 3 / 14 I 1717         | Paweł ur. 2 / 13 I 1717 zm. 3 / 14 I 1717         | Natalia ur. 19 / 31 VIII 1718 zm. 4 / 15 III 1725                                                        | Natalia ur. 19 / 31 VIII 1718 zm. 4 / 15 III 1725                                                        | Piotr ur. 1719 zm. 9 IX lub 7 X 1723                        | Piotr ur. 1719 zm. 9 IX lub 7 X 1723                        |                                                                     |                                                                     |                                                      |                                                      |

| 1. właśc. Marta Skawrońska |